# 最终幻想：勇气启示录幻影战争
《最终幻想：勇气启示录幻影战争》（簡稱：FFBE幻影戰爭）是史克威爾艾尼克斯所發行的一款手機遊戲。日版為2019年11月14日時推出。國際版於2020年3月25日上線，遊戲當中內含繁體中文。

## 历史
2018年12月2日，史克威尔艾尼克斯宣布将于2019年发售《最终幻想：勇气启示录幻影战争（War of the Visions: Final Fantasy Brave Exvius）》。

## 概述
FFBE幻影戰爭與2015年所推出的的手機遊戲“ FINAL FANTASY BRAVE EXVIUS”（以下簡稱“FFBE”）共用了同一個世界觀。遊戲由gumi負責開發。
故事設定是在《FFBE》數百年前的时代，描繪出在《FFBE》歷史上被稱為“幻影戰爭”的故事。
製作方面，由同步製作《FFBE》的廣野啓及製作《殺戮魅影》和《為了誰的鍊金術師》的今井純共同為製作人。美術方面則由皆葉英夫所帶領的 CyDesignartion 負責。
根據製作人廣野啓所稱，本作深深地受到《Final Fantasy戰略版》（FFT）的影響，在世界觀及故事都包含了《FFT》的意志。

## 登場人物

### 雷歐尼斯
蒙特・雷歐尼斯
配音 - 小野賢章
雷歐尼斯國王奧爾德和王妃海蓮娜之間所生的雙胞胎中的哥哥。不喜歡爭鬥，認為比起諸侯爭霸，更應該尋求共存之道。以和霍倫公主瑪雪莉相遇為契機，讓他深刻認識到不夠強就無法保護所愛的人。
斯特恩・雷歐尼斯
配音 - 梅原裕一郎
雷歐尼斯國王奧爾德和王妃海蓮娜之間所生的雙胞胎中的弟弟。劍術天分遺傳自父親，也有不少人看不起他哥哥，打算推舉他當選下一任國王。得不到出戰許可一事成為了他正式與奧爾德對立的契機。
奧爾德・雷歐尼斯
配音 - 山路和弘
雷歐尼斯國王，勇猛的戰士。和王妃海蓮娜之間生下了雙胞胎蒙特和斯特恩兄弟。總是把血脈繼承放在首位，有時甚至會捨棄對兒子們的愛情，做出讓其中一人活下去的這種冷酷的判斷。
海蓮娜・雷歐尼斯
配音 - 田中敦子
雷歐尼斯的王妃，蒙特和斯特恩的母親。受到國王奧爾德很深厚的信賴，為了王國甚至不惜犧牲自己。一般人很少知道，她在嫁入王家前是個讓敵國深感恐懼的黑魔法師。
莉莉絲
配音 - 内山夕實
統率雷歐尼斯第二部隊《蒼穹》的女騎士。周邊國家均瞭解她的劍術本領，並深感警惕。雖然說話不好聽，但重義氣，對遇到困難的人無法置之不理。之所以會對蒙特照顧有加，是因為從蒙特身上看到了因戰爭而亡故的弟弟影子。
拉瑪達
配音 - 安野希世乃
隸屬於雷歐尼斯第二部隊《蒼穹》的女槍術師。相當於莉莉絲的左右手，每逢遇到困難都會被徵求意見。即使在近鄰諸國中也是數一數二的占星術師。據說她是因為聽到星聲指引才會前往雷歐尼斯任職的。
巴埃羅
配音 - 奈良徹
隸屬於雷歐尼斯第二部隊《蒼穹》的騎士。平常只是個文靜的吃貨，但是同伴一旦遇到危險，就會性格大變，化身成為勇猛果敢的戰士。和蒙特是兒時玩伴，《蒼穹》成立後受其邀請而加入。
莉雅特
配音 - 芹澤優
隸屬於雷歐尼斯第二部隊《蒼穹》的弓兵。小時候半開玩笑射出的箭命中率甚至不輸給大人，這令周圍的人吃驚不已。莉莉絲判斷她如果經由實戰積累經驗的話會成為一名一流的弓兵，所以決定讓她加入《蒼穹》。
基顿
配音 - 石川由依
聽命於雷歐尼斯的忍者少女。齋賀村出身，小時候就被賣到了這裏，後來莉莉絲的溫柔融化了她那顆冰封的心，並決定將一生都奉獻給雷歐尼斯。尤其非常感謝蒙特，甚至對他抱有一絲愛戀之心。
歐
配音 - 中井和哉
作為客人而被邀請至雷歐尼斯的劍士。大概因為住得很舒適，結果不知不覺就加入了斯特恩統領的部隊《勇壯》。在東方出生並長大，所以有著獨有的劍技，其武勇眾人皆知，也是斯特恩的劍術老師。
敏舞
配音 - 末柄里恵
於邊境貧困村子中在蒙特等人面前出現的白魔法師。因為蒙特拚盡全力拯救村子的人生態度使其深受感動，所以主動提出加入隊伍並帶路前往維澤特，然而一路上沉默寡言，讓人覺得她另有隱情......
莉蕾露莉拉
配音 - 高野麻里佳
隸屬於雷歐尼斯第一部隊《勇壯》部隊的魔法劍士。雖然毫無戰鬥經驗，但天生的開朗性格和專一態度讓斯特恩看中，最後加入了《勇壯》。對母親給自己取的名字有自豪感，要是被人搞錯名字就會非常沮喪。
瓦爾萊德
配音 - 勝杏里
隸屬於雷歐尼斯第一部隊《勇壯》部隊的綠魔道士。無論遭遇任何危險都能一笑置之的樂天派。很珍惜同伴，會為此不惜生命。雖然喜歡拉瑪達，但她是《蒼穹》部隊的人，和自己根本沒有接觸機會，這使他非常煩惱。
索莎
配音 -下田レイ
隸屬於雷歐尼斯的龍騎士。以前曾在出身國朗德爾任職。但是傑登統領的朗德爾過於強大，使他感到無聊，在流浪的最後轉入雷歐尼斯籍。認為在生死相搏的戰鬥中，陷入不利的一方才有趣。

### 霍倫
瑪雪莉・霍倫
配音 - Lynn
霍倫王國國王羅布的女兒。內心堅強，做出的決定絕不會撤回。此外對看人的眼光有絕對的自信。乘坐馬車出嫁的途中遭到身份不明的賊人襲擊，這次事故讓她和蒙特有了命運般的相識。
羅布・霍倫
配音 - 江原正士
霍倫王國的國王。忍耐力很強，也身懷慈悲之心。不喜歡戰爭，但教會宗祖薩達利警告說西方大國朗德爾的侵略已經迫在眉睫，為此煩惱不已的他最終決定將愛女嫁到芬尼斯從而和芬尼斯結成同盟。
達利歐・霍倫
配音 - 廣瀨裕也
霍倫王國的王子，也是馬雪莉的兄長。雖然作為魔法劍士擁有著無與倫比的天賦才能，但卻比父親更加厭惡戰爭，打從心底不想繼承王位。在瑪雪莉出嫁之前，先迎娶了芬尼斯國王穆拉加的女兒維內拉。
恩格爾伯特
配音 - 小西克幸
統率霍倫第一部隊《堅牢》的部隊長。先祖代代均為效忠於霍倫的騎士一族。經受過已故的父親給他規定的嚴格鍛煉，現在已經擁有了霍倫最強之盾的名號。目前正打從心底等待著和曾經奪走父親性命的朗德爾開戰。
舒澤爾特
配音 - 小野友樹
隸屬於霍倫第一部隊《堅牢》的騎士。無論怎樣艱難的戰鬥都不會懼怕而總是衝鋒陷陣，所以有了“第一劍”的名號。因為接到要護送瑪雪莉出嫁的任務，所以決定和戀人奈雅的婚禮等三天後再舉行。
阿德拉德
配音 - 佐藤拓也
統率霍倫第二部隊《壯麗》的年輕赤魔道士。總是很沉著冷靜，不會受任何事物影響。唯一弱點是小他五歲的妹妹薩麗雅，他比任何人都更重視妹妹。最近雖然在反省自己有點太寵妹妹了，但已經太晚了。
薩麗雅
配音 - 高橋李依
隸屬於霍倫第二部隊《壯麗》的黑魔道士，阿德拉德的親妹妹。說話難聽，甚至和羅布國王說話口氣都沒大沒小的。是個重度兄控，凡是接近哥哥的人都視作敵人。為了保護哥哥的背後所以成為了黑魔道士。
希紮
配音 - 柚木涼香
流浪期間受到薩達利保護的武僧。但是在教會中等待她的是大量嚴酷的修行。後來她接受了薩達利的密令，作為間諜潛入了霍倫，成為因「叛亂」而導致霍倫毀滅的尖兵。
维斯特拉爾
配音 - 竹本英史
隸屬於霍倫第一部隊《堅牢》的男性。因為人只能死亡一次，所以希望能有個最棒的對手，為了尋找這種人物而來到戰場上。其真實身分是薩達利為將來會發生的「叛亂」做準備而派遣來的間諜。
影猞猁
配音 - 日笠陽子
齋賀村出身的忍者。小時候被賣到了霍倫。但是她很感謝像家人一樣對待自己的羅布和瑪雪莉，所以發誓絕對效忠於他們。尤其是瑪雪莉相當於青梅竹馬，從那時起就相當於她的護衛。
羅倫佐
配音 - 新垣樽助
隸屬於霍倫第一部隊《堅牢》的龍騎士。恩格爾伯特犧牲自己保護同伴的身影令他敬佩不已。其祖先據說是少數獲得龍認可的其中一人，他雖然對此很自豪，但卻不會因此驕傲，是個熱血的漢子。

### 芬尼斯
穆拉加・芬尼斯
配音 - 木村雅史
支配著邊境之地的衆蠻族王國芬尼斯的國王。認為雖然兵力占優但卻無法制壓雷歐尼斯是因為有「古代遺物」的存在。
维内拉・芬尼斯
配音 - 藤井幸代
隸屬於芬尼斯的暗殺者。小時候被穆拉加從邊境村子誘拐來並灌輸了各種殺人技術。
雷尤
配音 - 三上哲
受穆拉加所雇用的冷血忍者。轟牙村出身，為了錢甚至可以毫不猶豫地殺掉親生兄弟。與轟牙並稱雙璧的忍者育成機關齋賀村在他眼中是敵人，滅掉齋賀村所有人是他的生存目標。

### 維澤特
庫利・維澤特
配音 - 間宮康弘
維澤特國王。作為絕代弓箭高手非常有名。猜疑心極重，做事冷酷無情，所以臣民對他沒什麽信賴感，以前也發生過幾次謀反叛亂。與雷歐尼斯結盟也是出於需要和霍倫之間有個緩衝地帶。
格拉西拉・維澤特
配音 - 井口裕香
維澤特國王庫利的女兒。但是母親並非王妃而是侍女，因此覬覦王位繼承權的人們至今為止派遣過多次暗殺者來暗殺她。憎恨著國王庫利，私下在募集親衛隊，打算發動武力革命。

### 水晶教會
薩達利・克爾斯提亞
配音 - 平川大輔
水晶教的宗祖，有著無以計數的宗徒。為了實現某個目的而在各地收集水晶，並企圖抽出隱藏其中的魔力。
多蘭多
配音 - 鶴岡聡
流浪於各地的凶惡傭兵。認為薩達利遲早會獲得天下，所以成為他的手下並出謀劃策利用穆拉加。在制壓了西方大國朗德爾後，打算殺掉穆拉加奪取芬尼斯的國王寶座。
加爾加斯
配音 - 森久保祥太郎
流浪於各地的凶惡傭兵。是多蘭多的親弟弟，為了金錢和地位可以幹任何事情。被罵做卑鄙小人却認為這是勳章。但他也有令人意外的一面，遇到勇敢的人，無論是敵是友都會帶有尊敬之意。
《耳語》
配音 - 茅野愛衣
由薩達利「創造」出來的女性，如同創造主的影子一樣追隨左右，就相當於親衛隊一樣。嘴唇如血般赤紅，但却不說話，只會默默屠殺一切主人的敵人，只有這個時候，才會露出似是而非的笑意。
《祈禱》
配音 - 茅野愛衣
由薩達利「創造」出來的女性，如同創造主的影子一樣追隨左右，就相當於親衛隊一樣。就算是薩達利頭朝下墜落入奈落之暗也沒有拋棄他，而是用淡淡的光芒包裹住他，保護著他。
《低語》
配音 - 茅野愛衣
由薩達利「創造」出來的女性，如同創造主的影子一樣追隨左右，就相當於親衛隊一樣。據說原型是薩達利唯一愛過的女性。沒有任何感情，似乎連疼痛感也沒有……

### 朗德爾
傑登・朗德爾
配音 - 小野大輔
西方軍事大國朗德爾的國王。對正義與人情之類毫無興趣，只以自己是否覺得有趣作為一切的判斷基準。非常喜歡新鮮事物，如今正沉迷於火槍這種武器的可能性之中。他持有著吉爾伽美什所賜予的戒指。
拉爾德
配音 - 櫻井トオル
朗德爾第二部隊《煉獄》的部隊長。其言行舉止看起來像是一個只會用拳頭來解決一切的頑固的男人，但實際上只是因為這樣比較容易統合部下他才會這樣表現。察覺到了火槍的威脅，正在深思該如何使其發揮最大作用。
魯・西雅
配音 - 遠藤綾
統率朗德爾第三部隊《陽炎》的雙槍手。平時非常沉著冷靜，但一旦動怒就會用火槍胡亂射擊，因此也被同伴所畏懼著。十分崇拜國王傑登，夢想著加入親衛隊《虛空》。

### 奧維斯
羅古紮・奧維斯
配音 - 澤木郁也
奧維斯國王，露希爾三姐妹的父親。因持有吉爾伽美什賜予的古代遺物戒指而成為了朗德爾的目標。他為了祖國的存續而摸索著做出了許多嘗試，包括將女兒露希爾嫁給奧伯隆來與海因德勒合併等等。
露希爾・奧維斯
配音 -  立花理香
奧維斯王國的公主。協助失去了王妃的父王羅古紮擔起國政。與海因德勒的國王奧伯隆曾誓言一同共度未來，但因朗德爾軍以吉爾伽美什賜予的戒指為目標而進攻奧維斯城，她因此身陷困境。
迪雅
配音 - 小林沙苗
隸屬於奧維斯的忍者。作為奧維斯的露希爾公主的侍衛負責其安全。在朗德爾突然對其宣戰後，派遣前往霍倫尋求援軍的小隊卻失去了聯繫，因此便自作主張離開祖國前去尋求援軍。

### 海因德勒
奧伯隆・海因德勒
配音 - 花江夏樹
海因德勒的年輕國王。對同為人質卻將他從利凱洛斯城救了出來的傑登奉若神明。
阿萊雅・朗德爾
配音 - 末柄里恵
海因德勒王國的公主，奧伯隆的親生妹妹。非常重視海因德勒家族的血統。因海因德勒和朗德爾兩國關係友好，她和傑登是青梅竹馬的關係。她有著頑固的一面，只相信自己親眼所見的東西，不會輕易地改變想法。
伽恩茲巴克
配音 - 花輪英司
統率海因德勒引以為傲的六位將軍「牙剎六陣」的男人。自身的龍之血脈自不必說，他認為自己所宣誓效忠的海因德勒家的血統最為高貴，對於企圖斷絕此血統之人，不論是什麼樣的對手他都會全力排除。

## 備註
1. ↑  . www.gamersky.com.   [2023-04-06]. （原始内容存档于2023-04-08）.
2. ↑  週刊ファミ通No.1612 115頁

## 外部連結
- 官方網站 - WAR OF THE VISIONS FINAL FANTASY BRAVE EXVIUS （页面存档备份，存于）
- 官方twitter - FFBE WAR OF THE VISIONS (ZH) （页面存档备份，存于）
- 官方Facebook - FINAL FANTASY BRAVE EXVIUS WAR OF THE VISIONS （页面存档备份，存于）